# Cmentarz wojenny nr 357 – Kamionka Mała
Cmentarz wojenny nr 357 – Kamionka Mała – położony w miejscowości Kamionka Mała cmentarz wojenny z okresu I wojny światowej. Jest jednym z 400 zachodniogalicyjskich cmentarzy wojennych zbudowanych przez Oddział Grobów Wojennych C. i K. Komendantury Wojskowej w Krakowie. W okręgu limanowskim cmentarzy tych jest 36.

## Lokalizacja
Cmentarz znajduje się na skraju lasu, na należącym do Beskidu Wyspowego wzniesieniu Jastrząbka o wysokości 530 m. Położony jest tuż poniżej zalesionego wierzchołka Jastrząbki, na jej północno-wschodnich stokach. Do cmentarza prowadzi asfaltowana, wąska i stroma droga odgałęziająca się od drogi Rozdziele – Laskowa, tuż poniżej drewnianego, zabytkowego kościoła w Rozdzielu. Administracyjnie cmentarz znajduje się na terenie gminy Laskowa w powiecie limanowskim, województwie małopolskim.

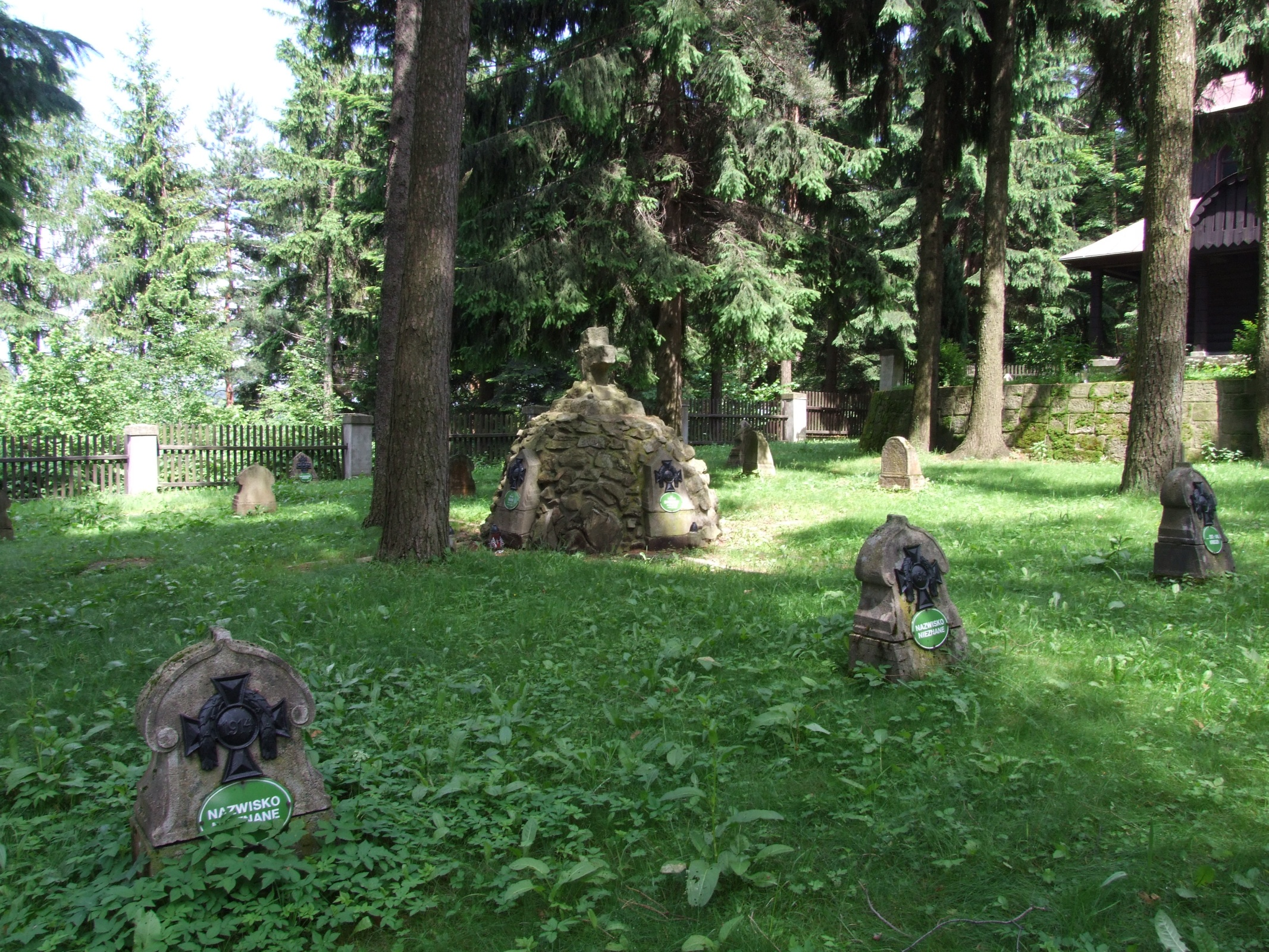
Kamienny pomnik na środku cmentarza

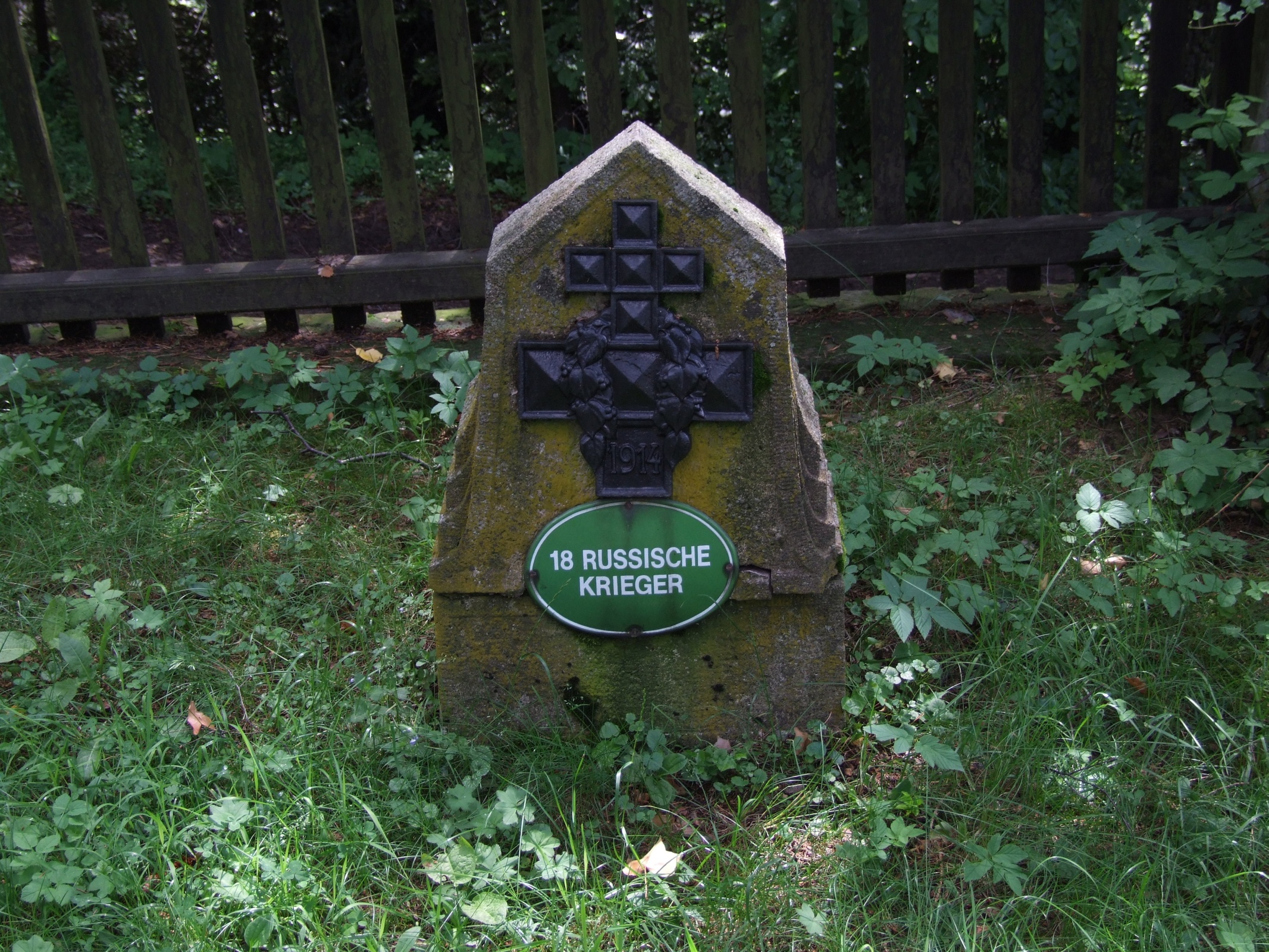
Nagrobek żołnierzy rosyjskich

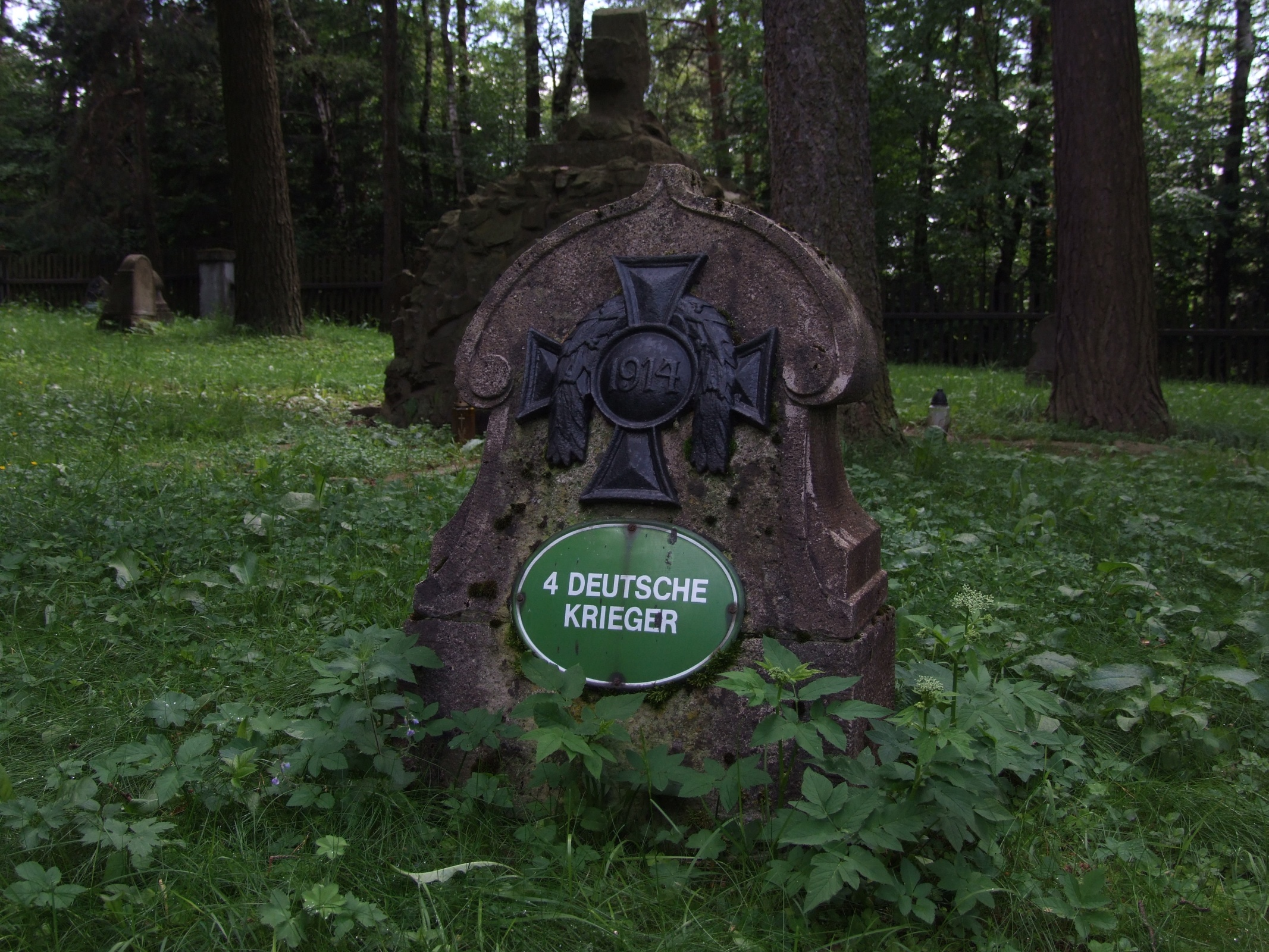
Nagrobek żołnierzy niemieckich

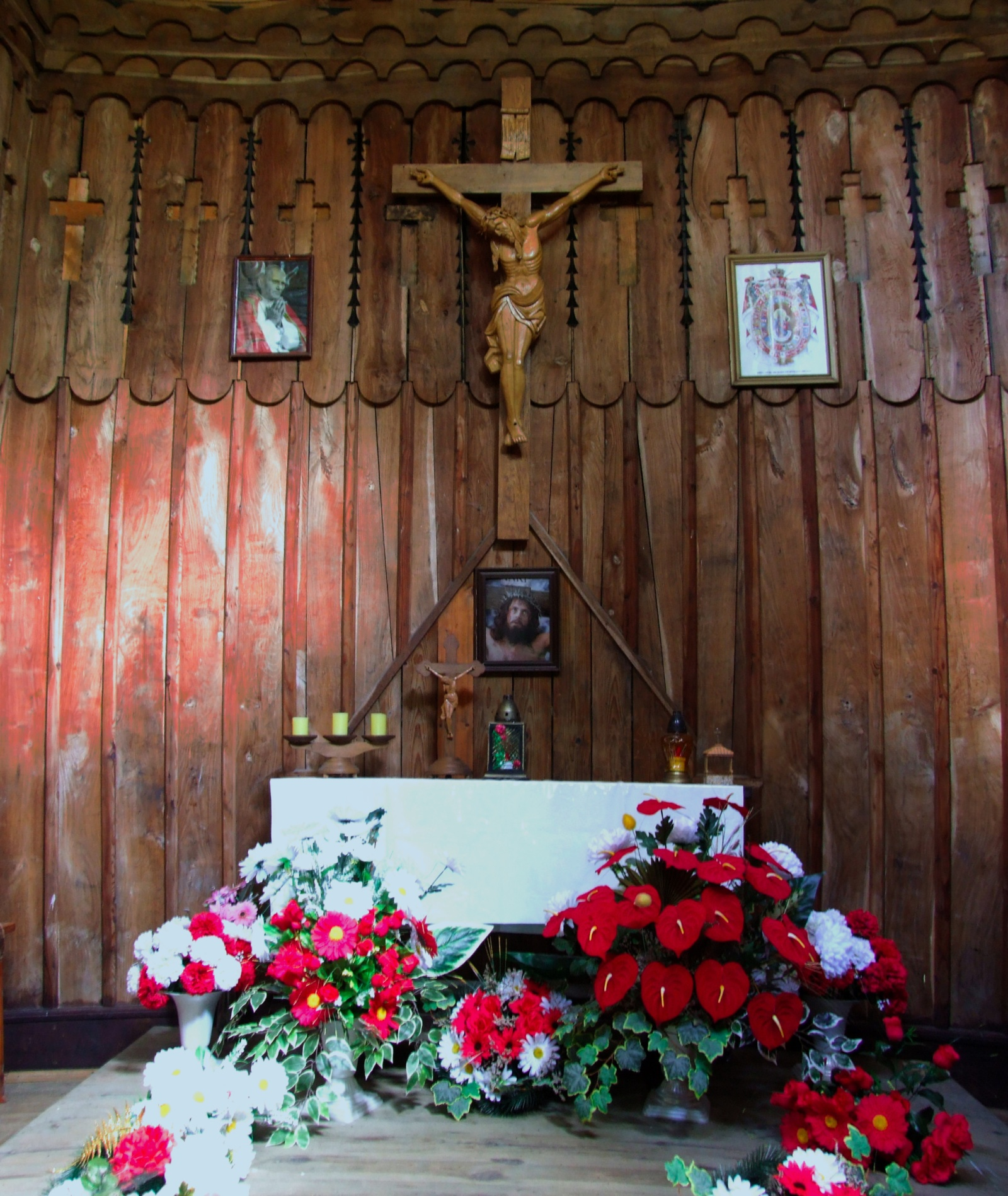
Ołtarz w kaplicy cmentarnej

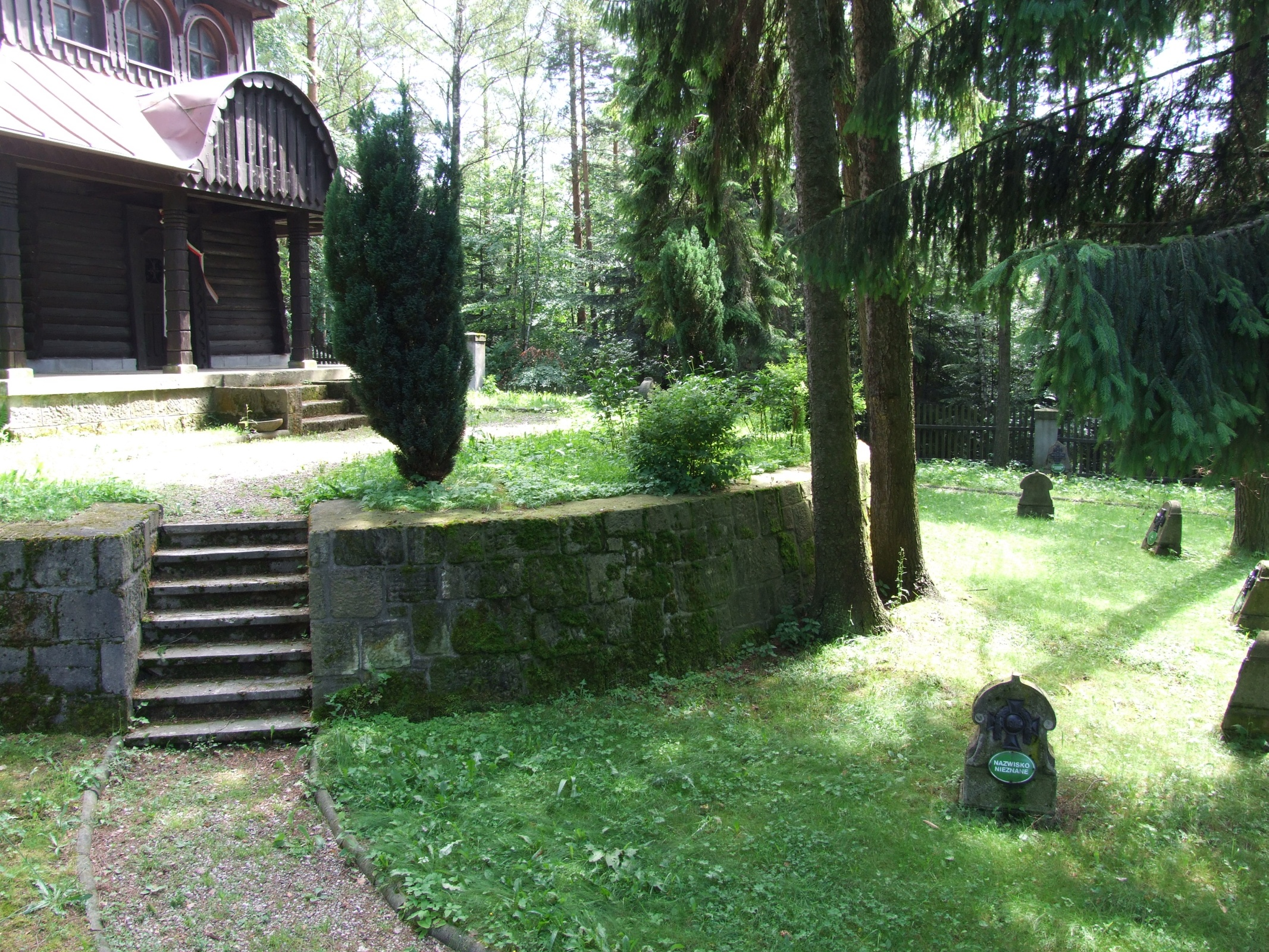
Fragment cmentarza przy tarasie kaplicy

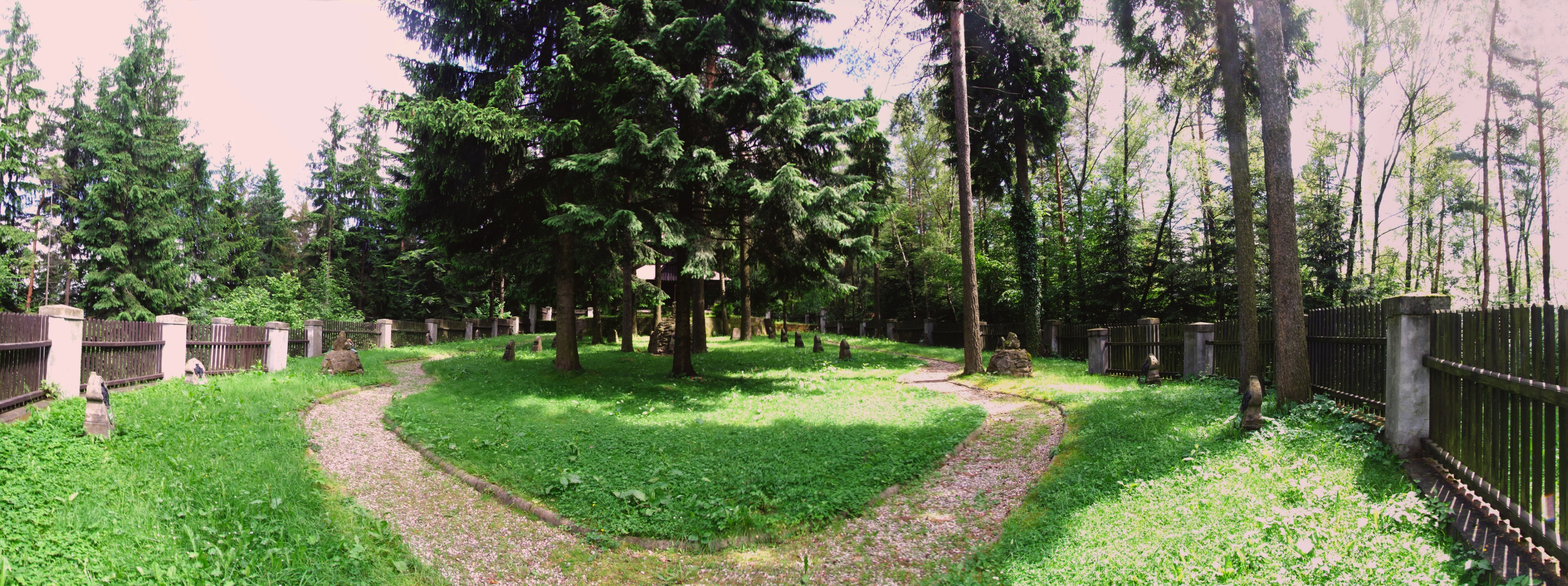
Widok ogólny

## Historia
Pochowano tutaj żołnierzy armii rosyjskiej, austriacko-węgierskiej i pruskiej, którzy zginęli w walkach na okolicznych terenach w dniach 8–13 grudnia 1914 roku w czasie tzw. operacji łapanowsko-limanowskiej. Oddziały rosyjskiej 3 Armii gen. Dimitriewa przygotowywały się do zdobycia fortyfikacji Krakowa. Rosjanie zajęli okoliczne tereny już 11 listopada 1914 roku. Ówcześni komentatorzy piszą: „Zjawiają się Moskale, którzy jak mrowie zajmują na kwatery wszystkie niemal domy". Austriacy którzy znali dość dobrze zamiary przeciwnika, gdyż mieli dobre rozpoznanie (m.in. lotnicze), postanowili zaatakować ich z boku. Bitwa ta zakończyła się zwycięstwem wojsk austriackich, które zahamowały rosyjską ofensywę w kierunku Krakowa i Śląska. Bardzo podniosło to morale wojsk austriacko-węgierskich.

## Budowa cmentarza
Jest to cmentarz nr 357 okręgu X Limanowa. Budowano go jeszcze w czasie trwania wojny. Przystąpiono do tego niezwłocznie po tym, jak w wyniku zwycięskiej dla Austriaków bitwy pod Gorlicami wyparto wojska rosyjskie dalej na wschód. Zwraca uwagę zastosowane założenie; na jednym cmentarzu wspólnie chowano zarówno żołnierzy własnych (armii austriacko-węgierskiej), sojuszniczej armii niemieckiej, jak i wrogiej armii rosyjskiej, przy czym zarówno dla żołnierzy własnej, jak i wrogiej armii stosowano tę samą metodę pochówku i równie reprezentacyjne nagrobki.
Na cmentarzu tym pochowano w 53 mogiłach pojedynczych i 59 zbiorowych łącznie 260 żołnierzy, w tej liczbie:
- 92 żołnierzy armii austriackiej z 1, 18, 24 i 25 pułku strzelców oraz 45 pułku artylerii landwery
- 11 żołnierzy armii niemieckiej z 217 pruskiego rezerwowego pułku piechoty
- 157 żołnierzy armii rosyjskiej

Tablica informacyjna przy bramie cmentarza podaje inną liczbę – 246 żołnierzy. Większość żołnierzy pochowano bezimiennie. Wszystkie walczące tutaj armie były wielonarodowościowe. Walczyli w nich również Polacy, w różnych armiach, a więc również przeciwko sobie.
Projektantem cmentarza był Gustaw Ludwig. Do prac przy jego budowie wykorzystano głównie jeńców. Przyłożono wielką wagę zarówno do założenia architektonicznego i jego realizacji, jak i do wykonania poszczególnych detali. Mimo że cmentarz budowany był w trakcie wojny, wykonano go bardzo trwale i solidnie.

## Opis cmentarza
Cmentarz ma powierzchnię około 1200 m² i znajduje się na lekko tylko pochylonym stoku. Zbudowano go na planie prostokąta (z niewielkim wybrzuszeniem od strony bramy wejściowej). Ogrodzony jest drewnianym płotem na betonowej podmurówce i betonowych słupkach. Bramę wejściową tworzą dwa solidne betonowe słupy nakryte betonowymi cokołami i drewniana furtka. W słupy te wmurowane były po trzy łuski artyleryjskie od pocisków dużego kalibru. Z czasem uległy jednak przerdzewieniu i przy remoncie ogrodzenia usunięto je. Od bramy wejściowej prowadzi żwirowana ścieżka rozgałęziająca się na dwie alejki spacerowe, po bokach zabezpieczone betonowymi krawężnikami. W tylnej części cmentarza znajduje się duża kaplica na murowanym z kamienia tarasie, na który prowadzą kamienne schody. Wykonana z drewna kaplica o wysokości 13 m ma stromy dach zwieńczony krzyżem. Dach kryty jest w górnej części gontami, w dolnej blachą. Kaplica posiada z wszystkich stron niskie podcienia podparte dwunastoma ozdobnymi słupkami drewnianymi. Wewnątrz kaplicy znajduje się drewniany ołtarz z krzyżem.
Na środku cmentarza znajduje się murowany z kamienia pomnik w kształcie kopca zwieńczonego kamiennym krzyżem wykonanym z jednego kamienia. Krzyż ten według podań wykonany został dobrowolnie przez jednego z jeńców. Do podstawy kopca wmurowano betonowe stele z nazwiskami. Na mogiłach żołnierzy znajdują się betonowe cokoliki, do których wmurowano żeliwne krzyże. Są to krzyże trzech rodzajów, zależnie od rodzaju armii, do której należeli żołnierze.

## Losy cmentarza
Projektując taki cmentarz Austriacy liczyli się z koniecznością jego późniejszego utrzymania. Niektóre bowiem elementy cmentarza wymagają konserwacji i okresowych remontów. W okresie Polski międzywojennej cmentarz jako nowy był jeszcze w dobrym stanie. Po II wojnie ranga cmentarza w świadomości społeczeństwa i ówczesnych władz zmalała, przybyły bowiem nowe, świeższe cmentarze i dramatyczne historie nowej wojny. Cmentarz ulegał w naturalny sposób niszczeniu przez czynniki pogody i roślinność. Dopiero od lat 80. zaczęto dbać o cmentarze z I wojny światowej. Duża jest w tym zasługa Romana Frodymy, którego dla żartu nazwano Generalnym Grabarzem Galicji. W 1991 również na cmentarzu w Jastrząbce przeprowadzono kompleksowy remont. M.in. wycięto kilka starych drzew, które niszczyły cmentarz, odnowiono wszystkie elementy drewniane, poprawiono alejki, poddano konserwacji krzyże żeliwne itp. Cmentarz w 1991 ponownie poświęcono, a w uroczystości tej wzięła udział także delegacja z Austrii. Pracami pielęgnacyjnymi na cmentarzu zajmuje się młodzież szkolna, która również corocznie w październiku organizuje rajd "Szlakiem cmentarzy I wojny światowej". Akcję tę zainicjował Tadeusz Olszewski, nauczyciel gimnazjum w gminie Trzciana.